# 忘川 (電視電影)
《忘川》，2019年台灣電視電影，為中華電視公司優質台語影音計畫「華視金選劇場」劇目，由龍劭華、陽靚、潘麗麗、李辰翔、徐裕傑領銜主演，2018年11月15日開拍，華視主頻2019年3月24日上檔。

## 劇情大綱
因殺人而逃亡的通緝犯江一生，在一場搖頭派對上遇到多年未見的傳播妹女兒Kelly。江一生不敢跟Kelly相認，只能眼睜睜看著Kelly任憑男人蹂躪。另一方面，警察方克偉循線搜查到江一生的下落，克偉更打算私自了結這個殺父仇人。江一生以為只要捱過追訴期就可以擁有新的人生，卻不知道自己將為過去犯下的錯付出沈重的代價……。

## 演員列表
| 演員   | 角色         | 介紹 |
| 龍劭華 | 江一生       | 犯下的殺人案，讓江一生經常被溺水噩夢不斷糾纏著，他當年為了躲避通緝，選擇拋家棄子、隱姓埋名地躲在台北，擔任官二代Jason的保鏢兼司機，專門替Jason處理見不得人的雜事。         |
| 陽靚   | 江曉青 Kelly | 因為父親江一生當年的拋家棄子，Kelly把她混亂荒誕的人生全歸咎在江一生身上，於是Kelly和母親美文只能獨力生活，甚至把失蹤已久的江一生認為早已客死他鄉。                         |
| 潘麗麗 | 何美文       | 江一生的妻子。江一生的拋家棄子，讓原本柔弱的美文必須獨立堅強扶養曉青長大，債主、警察天天上門打擾，母女倆生活過得相當艱苦。                                                 |
| 李辰翔 | 方克偉       | 克偉的父親和江一生起了口角衝突，而江一生竟然殺了克偉父親，那一夜，徹底改變了克偉的人生，後來，克偉當上了警察後，更把江一生的樣子牢記在腦海，就是希望有朝一日能親手殺了他。 |
| 徐裕傑 | Jason        | 標準的小屁孩官二代，靠著父親的權力與威勢，到處欺壓弱勢，每天就是不務正業、上夜店、吸毒、跑趴，而江一生就是專門替Jason處理見不得人的雜事的保鏢。                            |

## 播出時間
| 頻道        | 所在地   | 首播日期      | 播放時間      | 收視率 |
| ----------- | -------- | ------------- | ------------- | ------ |
| 華視主頻    | 臺灣     | 2019年3月24日 | 21:30-23:15   | 0.35   |
| Astro欢喜台 | 马来西亚 | 2021年9月26日 | 18:30 - 20:30 | -      |

(調查範圍是四歲以上收看電視之觀眾)

## 製作團隊
- 監製 || 趙大同
- 製作人 || 王冠、陳保英
- 編審 || 于仕娟
- 編劇 || 楊孟嘉
- 導演 || 楊孟嘉
- 宣傳 || 吳御曄 羅仕倫 蔡森棋 劉持恩 曾興仁 謝奕柔 錢立訢 孫意晴

## 榮譽與獎項
| 年份   | 頒獎典禮                                          | 獎項                      | 入圍者         | 結果 |
| ------ | ------------------------------------------------- | ------------------------- | -------------- | ---- |
| 2020年 | 美國休士頓國際影展 （页面存档备份，存于）         | 犯罪類型劇情片 白金獎     | 《忘川》       | 獲獎 |
| 2019年 | 美國獨立電影獎 （页面存档备份，存于）             | 亞洲卓越獎                | 《忘川》       | 獲獎 |
| 2019年 | 義大利奧尼羅電影獎 （页面存档备份，存于）         | 最佳導演獎                | 楊孟嘉         | 獲獎 |
| 2019年 | 義大利奧尼羅電影獎 （页面存档备份，存于）         | 最佳影片                  | 《忘川》       | 提名 |
| 2019年 | 日本東京最高榮譽獨立電影獎 （页面存档备份，存于） | 最佳男主角獎              | 龍劭華         | 獲獎 |
| 2019年 | 日本東京最高榮譽獨立電影獎 （页面存档备份，存于） | 最佳編劇獎                | 楊孟嘉、廖惠敏 | 獲獎 |
| 2019年 | 日本東京最高榮譽獨立電影獎 （页面存档备份，存于） | 最佳影片                  | 《忘川》       | 提名 |
| 2019年 | 日本東京最高榮譽獨立電影獎 （页面存档备份，存于） | 最佳導演                  | 楊孟嘉         | 提名 |
| 2019年 | 日本東京最高榮譽獨立電影獎 （页面存档备份，存于） | 最佳配樂                  | 劉韋弘         | 提名 |
| 2019年 | 第54屆金鐘獎                                      | 迷你劇集/電視電影女主角獎 | 陽靚           | 提名 |
| 2019年 | 臺灣桃園電影節                                    | 台灣獎                    | 《忘川》       | 提名 |
| 2019年 | 美國洛杉磯原創影展 （页面存档备份，存于）         | 最佳影片                  | 《忘川》       | 提名 |
| 2019年 | 荷蘭歐洲電影攝影獎 （页面存档备份，存于）         | 最佳影片                  | 《忘川》       | 提名 |
| 2019年 | 菲律賓亞洲電影攝影獎 （页面存档备份，存于）       | 最佳影片                  | 《忘川》       | 提名 |

## 外部連結
| 臺灣 華視主頻 星期日 21:30 - 23:15 | 臺灣 華視主頻 星期日 21:30 - 23:15 | 臺灣 華視主頻 星期日 21:30 - 23:15 |
| ---------------------------------- | ---------------------------------- | ---------------------------------- |
|                                    | 忘川 （2019年3月24日）             |                                    |
| 寸尺 （2019年3月17日）             | 青春魯蛇物語 （2019年3月31日）     |                                    |